# 대한곡물협회
대한곡물협회는 양곡도정업과 양곡 보관업의 건전한 발전과 국가양곡정책 수행에 기여함을 목적으로 1954년 2월 12일 설립된 대한민국 농림축산식품부 소관의 사단법인이다. 사무실은 대전광역시 유성구 지족로 364번길  59(지족동),
씨티펠리스 101동 201호에 있다.

## 주요 사업
- 정부양곡정책에 관한 건의와 협조
- 양곡의 간접증산을 위한 회원공장 및 창고의 시설개선과 양곡도정 가공 및 보관기술 향상을 위한 연구와 교육지도 선전
- 미곡유통 정보수집 및 홍보와 미곡종합처리장의 설치 및 운영지도
- 양곡의 도정매매와 보관조작에 필요한 원료 및 기자재의 공동구매 및 수입알선과 사업자금의 지원 및 융자알선
- 회원의 대정부 및 농협계약에 업종별로 연대보증 및 양곡사고의 일시대위판제
- 회원이 생산한 제품의 판매대행
- 양곡의 수출과 수입
- 회원이 정부 및 농협으로부터 받을 조작비의 청구수령 및 기타 회원업무의 대행
- 회원 사업기금 조성 및 관리
- 정부가 위촉하는 업무의 대행
- 기타 본회의 운영에 관하여 필요하다고 인정하는 사업 및 기부대사업 일절